# Blepharida sonorana
Blepharida sonorana es un insecto coleóptero de la familia Chrysomelidae. Fue descrita científicamente por primera vez en 1998 por Furth.